# Polytechnisch Weekblad
Het Polytechnisch Weekblad was een Nederlands vakblad dat bedoeld was voor middelbare en hogere technici.
Het werd in 1907 te Amsterdam opgericht als een Weekblad voor Handel, Nijverheid en Techniek in Nederland en Koloniën en heette toen Holdert's Polytechnisch Weekblad. Vanaf 1917 heette het Polytechnisch Weekblad.
Hoewel dit weekblad bleef bestaan, zijn delen ervan in de loop van de zestiger jaren opgegaan in het in 1946 opgerichte Polytechnisch Tijdschrift.
Wat overbleef ging verder als PT Aktueel. Dit fuseerde in 1994 samen met De Ingenieurskrant, oorspronkelijk een KIvI-uitgave, tot het Technisch Weekblad. Dit is een gratis krant waarin technologische projecten in worden beschreven.